# Honoríficos coreanos
A língua coreana possui um sistema de títulos honoríficos que reconhece e reflete o status social hierárquico dos participantes com relação ao sujeito e / ou objeto e / ou público. Os palestrantes usam títulos honoríficos para indicar sua relação social com o destinatário e / ou assunto da conversa, em relação à idade, status social, gênero, grau de intimidade e situação do ato de fala.
Uma regra básica de honoríficoa coreanos é, digamos, ‘se rebaixar’; o falante pode usar formas honoríficas e também formas humildes para se submeter.
O sistema honorífico é refletido em partículas honoríficas, verbos com formas honoríficas especiais ou marcadores honoríficos e formas honoríficas especiais de substantivos que incluem termos de como se dirigir às pessoas..

## Partículas honoríficas em frase honorífica
A língua coreana pode indexar deferência ou respeito em relação a uma frase referente na posição do sujeito ou dativo] através da aplicação de escolhas lexicais, como partículas honoríficas. 
| Substativo base | Partículas |                | Partículas Honoríficas |
| --------------- | ---------- | -------------- | ---------------------- |
| Sujeito         | Após vogal | Após consoante | 께서 (-kkeseo)         |
| Sujeito         | 가 (-ga)   | 이 (-i)        | 께서 (-kkeseo)         |
| Dativo          | Inanimado  | Animado        | 께 (-kke)              |
| Dativo          | 에 (-e)    | 에게 -(ege)    | 께 (-kke)              |

Não há expressão honorífica para '에 (-e)' inanimado. A versão honorífica de '에게 (-ege)' é '께 (-kke)'.
Por exemplo, enquanto -  선생님 - (-  seonsaengnim-)  'professor' é neutro e - 선생님 이 - (-  seonsaengnimi-)  denota o papel do substantivo como o sujeito da frase, - 선생님 께서 - (-  seonsaengnimkkeseo-)  ainda significa 'professor', mas indica que a frase em que ocorre é uma frase honorífica e o falante está tratando do assunto, -  선생님 - (-  seonsaengnim-) , gentilmente.

## Pronomes e substantivos honoríficos
Na língua coreana, a forma honorífica de pronomes coreanos  de primeira pessoa]] são formas humildes, que os falantes usam para se referir a si mesmos com pronomes humildes e formas verbais humildes para se mostrar sunbmisso.
|                    | Forma normal | Forma humilde | Português |
| ------------------ | ------------ | ------------- | --------- |
| Pronomes 1ª Pessoa | 나 (na)      | 저 (jeo)      | Eu        |
| Pronomes 1ª Pessoa | 우리 (uri)   | 저희 (jeohui) | Nós       |

Os pronomes de segunda pessoa não aparecem em conversas honoríficas e títulos profissionais e termos de parentesco são usados. Os termos de endereço mais comuns são os termos de parentesco, que são divididos em níveis simples e honoríficos.
O sufixo honorífico  - 님 ( -nim ) é afixado a muitos termos de parentesco para torná-los honoríficos. Assim, alguém pode se dirigir à sua própria avó como  할머니 ( halmeoni ), mas referir-se à avó de outra pessoa como  할머님 ( halmeonim ).
| Nome base            | Honorífico            | Português                  |
| -------------------- | --------------------- | -------------------------- |
| 할아버지 (harabeoji) | 할아버님 (harabeonim) | Avô                        |
| 할머니 (halmeoni)    | 할머님 (halmeonim)    | Avó                        |
| 아버지 (abeoji)      | 아버님 (abeonim)      | Pai                        |
| 어머니 (eomeoni)     | 어머님 (eomeonim)     | Mãe                        |
| 형 (hyeong)          | 형님 (hyeongnim)      | Irmão mais velho de homem  |
| 누나 (nuna)          | 누님 (nunim)          | Irmã mais velha de homem   |
| 오빠 (oppa)          | 오라버니 (orabeoni)   | Irmão mais velho de mulher |
| 언니 (eonni)         | 형님 (hyeongnim)      | Irmã mais velha de mulher  |
| 아들 (adeul)         | 아드님 (adeunim)      | filho                      |
| 딸 (ttal)            | 따님 (ttanim)         | filha                      |

Ao contrário da língua japonesa, que permite que um título seja usado sozinho para se dirigir a pessoas quando uma expressão honorífica é necessária (por exemplo,  社長 (shacho)  'presidente',  教授 (kyojyu)  ' professor '), o coreano não permite títulos isolados para se dirigir às pessoas. É indelicado dirigir-se a alguém como  사장 (sajang)  ‘presidente,’  교수 (gyosu)  ‘professor’, etc. sem um sufixo. Em coreano, esses cargos seriam seguidos pelo sufixo honorífico  - 님 ( -nim ), exceto quando se trata de pessoas de igualdade social ou de status inferior. 

## Honorificação a quem se dirigir
'상대 높임법 (Honorificação a quem se dirigir) 'refere-se à maneira como o falante usa títulos honoríficos para o ouvinte. '상대 높임법 (Honorificação do Destinatário)' é a honra mais desenvolvida na Língua Coreana, principalmente realizada pela expressão final, que é então amplamente dividida em formas formais e informais, e categorizada em 6 estágios de acordo com o grau de título honorífico.

Os modos formais incluem:
- a forma '하십시오 체 (' 'hasipsio' ')', que é extremamente educada,
- o '하오 체 (' 'hao' 'formulário)', que é moderadamente para elevar os destinatários,
- o 하게 체 ( hage  formulário) 'que é moderadamente rebaixadora de destinatário
- e a '해라 체 (forma haera)' que é a forma extremamente rebaixadora

Os modoss informais incluem o '해요 체 (' 'haeyo' 'formal)', que é para elevar o destinatário informal e o '해 체 (' 'hae' 'formal)', que é para rebaixar um e destinatário informal.
Por exemplo, pode-se escrever a frase a seguir de maneira diferente, usando diferentes expressões de fechamento.
"Leia este livro."
"이 책 을  '읽으 십시오.'  (I chaegeul  'ilgeusipsio.' )": Ele usa '하십시오 체 (forma hasipsio)'.
"이 책 을  '읽으 시오.'  (I chaegeul  'ilgeusio.' )": Ele usa '하오 체 (forma hao)'.
"이 책 을  '읽게.'  (I chaegeul  'ilgge.' )": Ele usa '하게 체 (forma hage)'.
"이 책 을  '읽어라.'  (I chaegeul  'ilgeora.' )": Ele usa '해라 체 (forma haera)'.
"이 책 을  '읽어요.'  (I chaegeul  'ilgeoyo.' )": Ele usa '해요 체 (forma haeyo)'.
"이 책 을  '읽어.'  (I chaegeul  'ilgeo.' )": Usa-se '해 체 (forma hae)'.

## Verbos honoríficos
Quando o sujeito da conversa é mais velho ou tem maior antiguidade do que o falante, o sistema honorífico coreano indexa principalmente o sujeito adicionando o infixo honorífico  - 시 - ( -si- ) ou  - 으시 - ( -eusi- ) na raiz do verbo .
Assim,  가다 ( gada , "ir") torna-se  가시다 ( gasida ). Alguns verbos têm formas honoríficas supletivas:
| Verbo base/adjetivo   | Honorífico regular        | Português       |
| --------------------- | ------------------------- | --------------- |
| 가다 (gada)           | 가시다 (gasida)           | "ir"            |
| 받다 (batda)          | 받으시다 (badeusida)      | "receber"       |
| 작다 (jakda)          | 작으시다 (jageusida)      | "ser pequeno"   |
| Verbo base/adjetivo   | Honorífico regular        | Português       |
| 있다 (itda)           | 계시다 (gyesida)          | "ser"           |
| 마시다 (masida)       | 드시다 (deusida)          | "beber"         |
| 먹다 (meokda)         | 드시다 (deusida)          | "comer"         |
| 먹다 (meokda)         | 잡수시다 (japsusida)      | "comer"         |
| 자다 (jada)           | 주무시다 (jumusida)       | "dormir"        |
| 배고프다 (baegopeuda) | 시장하시다 (sijanghasida) | "estar faminto" |

Alguns verbos têm formas humildes suplicantes, usadas quando o falante se refere a si mesmo em situações educadas. Estes incluem  드리다 ( deurida ) e  올리다 ( ollida ) para  주다 ( juda ' ', "dar"). 드리다 ( deurida ) é substituído por 주다 ( juda ) quando o último é usado como um verbo auxiliar, enquanto 올리다 ( ollida , literalmente "levantar") é usado para 주다 ( juda ) no sentido de "oferta".

## Formas Honoríficas
Os pronomes em coreano têm seu próprio conjunto de equivalentes educados (por exemplo,  저 ( jeo ) é a forma humilde de  나 ( na , "I") e  저희 ( jeohui ) é a forma humilde de  우리 ( uri , " nós")). No entanto, a língua coreana permite uma sintaxe coerente sem pronomes, efetivamente tornando o coreano uma chamada linguagem anáfora zero, portanto, os coreanos geralmente evitam usar o pronome de segunda pessoa do singular, especialmente quando usam formas honoríficas. Os pronomes de terceira pessoa também são ocasionalmente evitados, principalmente para manter um senso de polidez. Embora a forma honorífica de  너 ( neo , singular "você") seja  당신 ( dangsin , literalmente, "amigo" ou "querido "), esse termo é usado apenas como uma forma de endereço em alguns contextos sociais específicos, como entre pessoas que são casadas ou, em um sentido irônico, entre estranhos. Outras palavras são normalmente substituídas quando possível (por exemplo, o nome da pessoa, um  termo de parentesco, um título profissional, o plural  여러분  yeoreobun , ou nenhuma palavra em todos, contando com o contexto para fornecer significado ao invés).

### Espaçamento ortográfico
O Instituto Nacional da Língua Coreana classifica  nim / ssi / gun / yang  como substantivos dependentes que seguem um substantivo próprio, e prescrevem que um espaço deve aparecer entre um substantivo e seu substantivo dependente. (por exemplo,  Jaebeom nim  재범 님) Isso não deve ser confundido com o afixo  -nim  usado com substantivo comum, uma vez que afixos são escritos sem espaços. (por exemplo,  seonsaengnim  선생님)

### - A/ -ya
O coreano tem os marcadores caso vocativo que identificam gramaticalmente uma pessoa (animal, objeto, etc.) que está sendo abordada, de modo que eliminam possíveis ambigüidades gramaticais.  -a  ou  -ya  (Hangul: 아, 야) é um título casual usado no final dos nomes. Não é exclusivo de gênero. Se um nome terminar em consoante  -a  for usado (por exemplo,  Jinyoung-a  진영아), enquanto -  ya  for usado se o nome terminar em uma vogal (por exemplo,  Youngjae-ya  영재 야). -  a /  -  ya  é usado apenas entre amigos próximos e pessoas que se conhecem, e seu uso entre estranhos ou conhecidos distantes seria considerado extremamente rude. -  ya /  -  a  é usado apenas hierarquicamente horizontalmente ou para baixo: um adulto ou pai pode usá-lo para crianças pequenas, e aqueles com posição social igual podem usá-lo entre si, mas um jovem irá não use -  um  ou -  ya  para alguém que seja mais velho que você ou que tenha um status superior a você.
O Coreano médio teve três classes do caso vocativo, mas praticamente apenas - 아 / - 야 permanece na vida cotidiana. - 여 / - 이여 é usado apenas na literatura e em expressões arcaicas, e - 하 desapareceu completamente.
' Nim  (Hangul: 님) (por si só após um substantivo próprio) é a forma mais elevada de honoríficos e acima de  ssi .  nim  seguirá os nomes dos destinatários nas cartas / e-mails e pacotes postais.  -nim  (como um afixo) é usado como um honorífico comum para convidados, clientes, clientes e indivíduos desconhecidos.  -nim  também é usado para alguém que é reverenciado e admirado por ter uma quantidade significativa de habilidade, intelecto, conhecimento, etc. e é usado para pessoas que estão em um nível mais alto do que o falante. Os exemplos incluem membros da família ( eomeonim  어머님 &  abeonim  아버님), professores ( seonsaengnim  선생님), clérigos (por exemplo, pastores -  moksanim  목사님) e [[Deidade | deuses] ] ( haneunim  하느님 / hananim 하나님).

### Seonbae / hubae
Seonbae  (선배, 先輩) é usado para se dirigir a colegas seniores ou mentores relacionados a si mesmo (por exemplo, alunos mais velhos na escola, atletas mais velhos / mais experientes, mentores, colegas sênior na academia, negócios, trabalho, etc.). Tal como acontece com os títulos em inglês, como Doctor, Seonbae pode ser usado isoladamente ou como um título.  Hubae  (후배, 後輩) é usado para se referir aos juniores. Normalmente, as pessoas em relacionamentos sênior e júnior se chamam '선배님 (Seonbaenim)' (por exemplo, Jisung seonbaenim e '후배 님 (Hubaenim)' na primeira reunião.

### Gun / yang
Gun  (군, 君) é usada moderadamente em ocasiões formais (como casamentos), para homens jovens solteiros.  Gun  também é usada para se dirigir a meninos por um adulto.  yang  (양, 孃) é o equivalente feminino de  gun  e é usado para se referir a meninas. Ambos são usados de forma semelhante a  ssi , após o nome completo ou o primeiro nome na solidão.
Por exemplo, se o nome do menino for '김유겸 (Kim Yugyeom)', ele será usado como '김유겸 군 (Kim Yugyeom-gun) 유겸 군 (Yugyeom-gun)'. E se o nome da garota for '임 나연 (Im Nayeon)', ela pode ser chamada de '임 나연 양 (Im Nayeon-yang)' ou '나연 양 (Nayeon-yang)'.

### Formas menos comuns de endereço
- Gwiha  (귀하, 貴 下) pode ser visto comumente em cartas formais, freqüentemente usadas por uma empresa para um cliente.
- Gakha  (각하, 閣下) é usado apenas em ocasiões extremamente formais, geralmente ao se dirigir a presidentes, altos funcionários ou bispos e arcebispos. Um tanto evitado hoje em dia devido às suas conotações ao Japão Imperial.
- Hapha  (합하, 閤 下) era usado para se dirigir ao pai do rei que não era um rei (Daewongun), ou o filho mais velho do príncipe herdeiro.
- Jeoha  (저하, 邸 下) só era usado quando se dirigia ao príncipe herdeiro.
- Jeonha  (전하, 殿下) era usado apenas quando se dirigia a reis, agora usado principalmente para se dirigir a cardeais.
- Pyeha  (폐하, 陛下) era usado apenas quando se dirigia a imperadores.
- Seongha  (성하, 聖 下) é usado quando se dirige a papas, patriarcados ou ao Dalai Lama; o equivalente da palavra inglesa "Sua Santidade" ou "Sua Beatitude".
- Nari  (나리) ou alternativamente,  naeuri  (나으리), foi usado por plebeus na Dinastia Joseon para se referir a pessoas de status superior, mas abaixo de  daegam ' '(대감, 大 監), equivalente em inglês de "Sua Excelência". [10] O título honorífico é de origem coreana nativa

## Honoríficos relativos
Ao falar com alguém sobre outra pessoa, você deve calcular a diferença relativa de posição entre a pessoa a quem está se referindo e a pessoa com quem está falando. Isso é conhecido como  apjonbeop  압존 법 (壓 尊 法) ou “honoríficos relativos”.
'압존 법 (Honoríficos relativos)' é geralmente usado em casa ou no relacionamento entre professor e aluno. Por exemplo, "할아버지, 아버지  '가'  아직 안  '왔습니다' . (Harabeoji, abeoji  'ga'  ajik an  'watseumnida' .)"  significa "Avô, o pai ainda não veio." Tanto o avô quanto o pai estão em uma posição superior ao orador, mas o avô é muito superior ao pai. Neste caso especial, os coreanos não usam expressão honorífica no pai para admirar o avô.
Portanto, nesta frase, "아버지  '가'  (abeoji  'ga' )" é usado em lugar de "아버지  '께서'  (abeoji  'kkeseo' ) "e"  '왔습니다 (watseumnida)'  "em lugar de"  '오셨습니다 (osyeotseumnida)'  ".
Por exemplo, deve-se mudar a partícula pós-posicional e o verbo se a pessoa com quem você está falando estiver em uma posição mais elevada (idade, cargo, etc.) do que a pessoa a quem você está se referindo. "부장  '님' , 이 과장  '님께 서는'  지금 자리 에  '안 계십니다'  (bujang  'nim' , I gwajang  'nimkkeseoneun'  jigeum jarie  'an gyesimnida' ) "Isso significa," Gerente Geral, o Gerente Lee não está em sua mesa agora ", com as partes em negrito elevando o gerente mais alto do que o gerente geral, embora ambos estejam em uma posição superior posição do que você. O gerente geral ficaria ofendido com o fato de você elevar o gerente acima dele.
No entanto, '압존 법 (Honoríficos relativos)' no local de trabalho está longe da etiqueta tradicional da língua coreana.  Na frente do superior, rebaixando outro superior que está em uma posição inferior pode ser aplicada em relacionamentos privados, como entre membros da família e entre professor e aluno.
Mas é estranho usá-lo no local de trabalho.
Portanto, a frase acima pode ser modificada de acordo com a etiqueta do local de trabalho da seguinte maneira.
"부장 님, 이 과장 님 은 지금 자리 에 안 계십니다. (Bujang nim, I gwajang nimeun    jigeum jarie na   gyesimnida .) "